# Mario Lemina
Mario Lemina (Libreville, provincia de Estuaire, 1 de septiembre de 1993) es un futbolista gabonés nacionalizado francés que juega como centrocampista en el Galatasaray S. K. de la Superliga de Turquía.

## Trayectoria

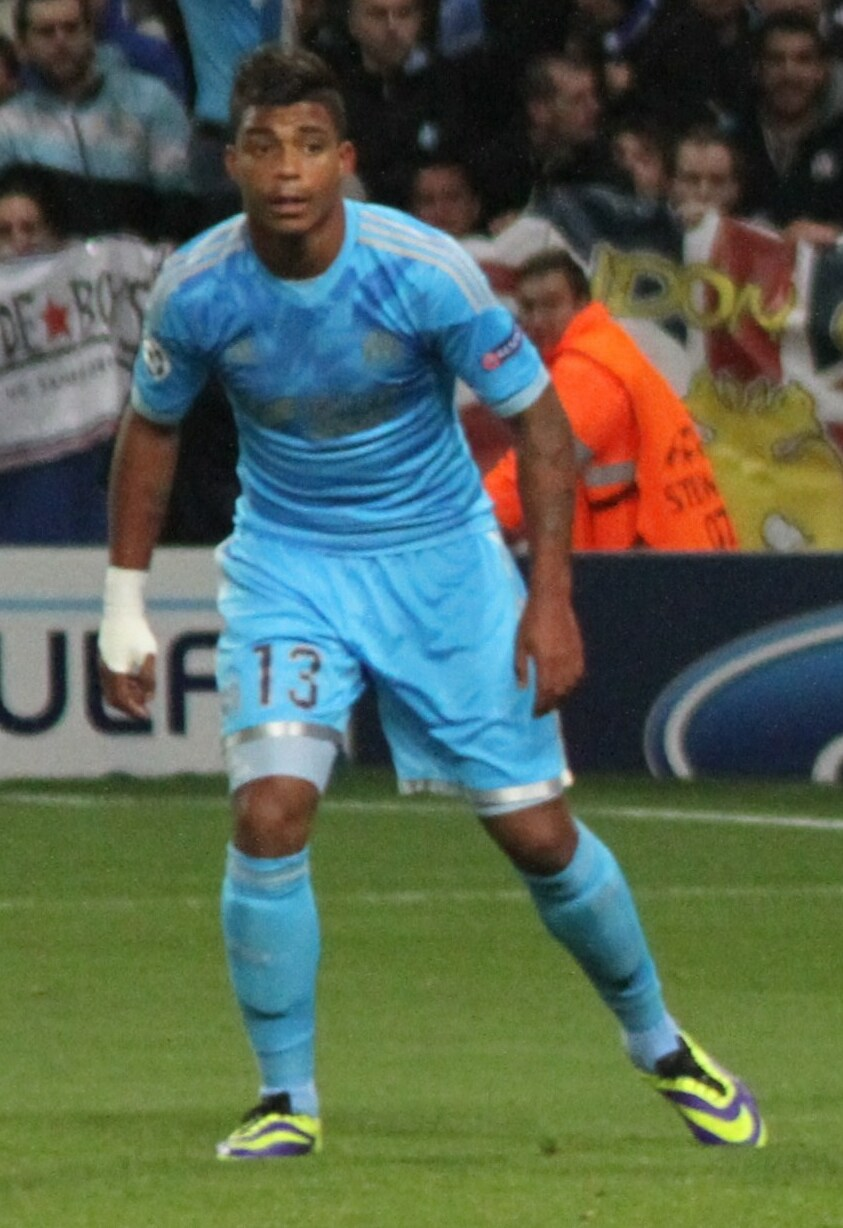
Lemina en Olympique de Marsella

Lemina llegó a las divisiones inferiores del F. C. Lorient en el año 2009, completando su proceso de formación. En noviembre de 2011 debutó con el segundo equipo del Lorient, donde se afianzó como titular. Ya en la temporada 2012-13 fue ascendido al primer equipo y el 22 de enero de 2013 debutó frente al Sedan en un duelo válido por la Copa de Francia.
En su primera temporada disputó 14 encuentros entre Liga y Copa. Empezando su segunda temporada, la 2013-14, alcanzó a disputar solo 4 partidos hasta que el Olympique de Marsella compró su pase antes de que finalizara el mercado de transferencias.
Su debut en el Olympique de Marsella fue el 24 de septiembre de 2013 frente al A. S. Saint-Étienne por la Ligue 1 de Francia. Disputó solo nueve minutos. El 31 de agosto de 2015 se confirmó la cesión con opción de compra de Lemina a la Juventus por parte del Olympique de Marsella.

## Selección nacional
Ha sido internacional con la selección de fútbol de Gabón en 35 ocasiones y ha marcado tres goles. Debutó el 9 de octubre de 2015, en un encuentro amistoso ante la selección de Túnez que finalizó con marcador de 3-3. Antes de ser convocado a la selección de Gabón, disputó varios partidos con la selección de fútbol de Francia en las categorías sub-20 y sub-23. Con la sub-20 disputó la Copa Mundial Sub-20 de 2013 en donde se consagraron campeones.

### Participaciones en Copas del Mundo
| Mundial                     | Sede    | Resultado |
| --------------------------- | ------- | --------- |
| Copa Mundial Sub-20 de 2013 | Turquía | Campeón   |

## Estadísticas

### Clubes
Actualizado al último partido disputado el 30 de noviembre de 2024.
| Club                                     | Div.          | Temporada     | Liga  | Liga  | Copas nacionales | Copas nacionales | Copas internacionales | Copas internacionales | Total | Total |
| Club                                     | Div.          | Temporada     | Part. | Goles | Part.            | Goles            | Part.                 | Goles                 | Part. | Goles |
| ---------------------------------------- | ------------- | ------------- | ----- | ----- | ---------------- | ---------------- | --------------------- | --------------------- | ----- | ----- |
| F. C. Lorient II Francia                 | 4.ª           | 2010-11       | 5     | 0     | —                | —                | —                     | —                     | 5     | 0     |
| F. C. Lorient II Francia                 | 4.ª           | 2011-12       | 15    | 0     | —                | —                | —                     | —                     | 15    | 0     |
| F. C. Lorient II Francia                 | 4.ª           | 2012-13       | 11    | 0     | —                | —                | —                     | —                     | 11    | 0     |
| F. C. Lorient II Francia                 | Total club    | Total club    | 31    | 0     | 0                | 0                | 0                     | 0                     | 31    | 0     |
| F. C. Lorient Francia                    | 1.ª           | 2012-13       | 10    | 0     | 4                | 0                | —                     | —                     | 14    | 0     |
| F. C. Lorient Francia                    | 1.ª           | 2013-14       | 4     | 0     | 0                | 0                | —                     | —                     | 4     | 0     |
| F. C. Lorient Francia                    | Total club    | Total club    | 14    | 0     | 4                | 0                | 0                     | 0                     | 18    | 0     |
| Olympique de Marsella II Francia         | 5.ª           | 2013-14       | 3     | 0     | —                | —                | —                     | —                     | 3     | 0     |
| Olympique de Marsella II Francia         | 5.ª           | 2014-15       | 1     | 1     | —                | —                | —                     | —                     | 1     | 1     |
| Olympique de Marsella II Francia         | Total club    | Total club    | 4     | 1     | 0                | 0                | 0                     | 0                     | 4     | 1     |
| Olympique de Marsella Francia            | 1.ª           | 2013-14       | 15    | 0     | 3                | 0                | 4                     | 0                     | 22    | 0     |
| Olympique de Marsella Francia            | 1.ª           | 2014-15       | 23    | 2     | 2                | 0                | —                     | —                     | 25    | 2     |
| Olympique de Marsella Francia            | 1.ª           | 2015-16       | 4     | 0     | —                | —                | —                     | —                     | 4     | 0     |
| Olympique de Marsella Francia            | Total club    | Total club    | 42    | 2     | 5                | 0                | 4                     | 0                     | 51    | 2     |
| Juventus de Turín · Italia               | 1.ª           | 2015-16       | 10    | 2     | 2                | 0                | 1                     | 0                     | 13    | 2     |
| Juventus de Turín · Italia               | 1.ª           | 2016-17       | 19    | 1     | 3                | 0                | 7                     | 0                     | 29    | 1     |
| Juventus de Turín · Italia               | Total club    | Total club    | 29    | 3     | 5                | 0                | 8                     | 0                     | 42    | 3     |
| Southampton F. C. Inglaterra             | 1.ª           | 2017-18       | 25    | 1     | 4                | 0                | —                     | —                     | 29    | 1     |
| Southampton F. C. Inglaterra             | 1.ª           | 2018-19       | 21    | 1     | 2                | 0                | —                     | —                     | 23    | 1     |
| Southampton F. C. Inglaterra             | Total club    | Total club    | 46    | 2     | 6                | 0                | 0                     | 0                     | 52    | 2     |
| Galatasaray S. K. Turquía                | 1.ª           | 2019-20       | 20    | 0     | 4                | 1                | 4                     | 0                     | 28    | 1     |
| Galatasaray S. K. Turquía                | Total club    | Total club    | 20    | 0     | 4                | 1                | 4                     | 0                     | 28    | 1     |
| Fulham F. C. Inglaterra                  | 1.ª           | 2020-21       | 28    | 1     | 2                | 0                | —                     | —                     | 30    | 1     |
| Fulham F. C. Inglaterra                  | Total club    | Total club    | 28    | 1     | 2                | 0                | 0                     | 0                     | 30    | 1     |
| O. G. C. Niza Francia                    | 1.ª           | 2021-22       | 32    | 2     | 4                | 0                | —                     | —                     | 36    | 2     |
| O. G. C. Niza Francia                    | 1.ª           | 2022-23       | 14    | 0     | 1                | 0                | 7                     | 1                     | 22    | 1     |
| O. G. C. Niza Francia                    | Total club    | Total club    | 46    | 2     | 5                | 0                | 7                     | 1                     | 58    | 3     |
| Wolverhampton Wanderers F. C. Inglaterra | 1.ª           | 2022-23       | 19    | 0     | —                | —                | —                     | —                     | 19    | 0     |
| Wolverhampton Wanderers F. C. Inglaterra | 1.ª           | 2023-24       | 35    | 4     | 4                | 1                | —                     | —                     | 39    | 5     |
| Wolverhampton Wanderers F. C. Inglaterra | 1.ª           | 2024-25       | 12    | 1     | 2                | 0                | —                     | —                     | 14    | 1     |
| Wolverhampton Wanderers F. C. Inglaterra | Total club    | Total club    | 66    | 5     | 6                | 1                | 0                     | 0                     | 72    | 6     |
| Total carrera                            | Total carrera | Total carrera | 326   | 16    | 37               | 2                | 23                    | 1                     | 386   | 19    |

## Palmarés

### Títulos nacionales
| Título               | Club              | País    | Año     |
| -------------------- | ----------------- | ------- | ------- |
| Serie A              | Juventus F. C.    | Italia  | 2015-16 |
| Copa Italia          | Juventus F. C.    | Italia  | 2015-16 |
| Copa Italia          | Juventus F. C.    | Italia  | 2016-17 |
| Serie A              | Juventus F. C.    | Italia  | 2016-17 |
| Copa de Turquía      | Galatasaray S. K. | Turquía | 2024-25 |
| Superliga de Turquía | Galatasaray S. K. | Turquía | 2024-25 |

### Títulos internacionales
| Título              | Club (*)       | País    | Año  |
| ------------------- | -------------- | ------- | ---- |
| Copa Mundial Sub-20 | Francia sub-20 | Turquía | 2013 |

(*) Incluyendo la selección.